# Stadio Lazur
Lo stadio Lazur (Лазур стадион), precedentemente noto come stadio Naftex, è uno stadio polifunzionale di Burgas, in Bulgaria.
È usato principalmente per partite di calcio ed è la stadio casalingo del Černomorec Burgas. Può contenere circa 18 000 spettatori.